# Salgueirais
Salgueirais is een plaats (freguesia) in de Portugese gemeente Celorico da Beira en telt 156 inwoners (2001).